# Hendrik Jan Schoo
Hendrik Jan Schoo (* 10. November 1945 in Amsterdam; † 5. September 2007 in Leiden) war ein niederländischer Journalist. Er war Chefredakteur der Zeitschriften Psychologie und Intermagazine, Chefredakteur der politischen Wochenzeitschrift Elsevier, stellvertretender Chefredakteur der Tageszeitung de Volkskrant und Direktor/Herausgeber des Verlages Weekbladpers.

## Leben
Schoo ging nach seiner Schulzeit in die Vereinigten Staaten und studierte dort Pädagogik. Anschließend arbeitete er für einige Zeit an einer Schule, kehrte dann jedoch 1973 in die Niederlande zurück. Schoo begann dort als Journalist zu arbeiten und wurde 1982 Chefredakteur der Zeitschrift Psychologie und 1985 Chefredakteur der Zeitschrift Intermagazine. 1991 wechselte er als stellvertretender Chefredakteur zur politischen Wochenzeitschrift Elsevier und wurde dort 1993 Chefredakteur. Unter seiner Ägide wurde die Zeitschrift neu konzipiert, so erhielt sie ein neues Layout und einen nüchterneren Stil. Der Inhalt wurde serviceorientierter und bekam pointierte Meinungsartikel. Schoo hatte entscheidenden Anteil daran, dass Elsevier im Gegensatz zu den anderen politischen Magazinen der Niederlande ihre Bedeutung beibehielt und schuf die Grundlage für den heutigen Erfolg der Zeitschrift.
Sich selbst beschrieb Schoo als „freischwebender Sozialdemokrat“, der für seine querdenkerischen Ansichten bekannt war. So kam zu seiner Zeit als Chefredakteur von Elsevier Pim Fortuyn als Kolumnist ins Blatt, der in der Folgezeit zu nationaler Bekanntheit aufstieg. Im Jahr 2000 wandte sich der Chefredakteur der Tageszeitung de Volkskrant Pieter Broertjes an Schoos Stellvertreter Arendo Joustra, um ihn als stellvertretenden Chefredakteur für seine Zeitung abzuwerben. Da Joustra die Option, Schoo später einmal zu beerben, reizvoller erschien als einer von mehreren stellvertretenden Chefredakteuren der Volkskrant zu werden, wandte sich Broertjes anschließend an Schoo, der überraschenderweise das Angebot annahm, wodurch Joustra in unverhofft schneller Weise Schoo beerbte.
Schoo blieb jedoch nur ein Jahr bei de Volkskrant und wechselte anschließend als Direktor/Herausgeber zum Verlag Weekbladpers, bei dem neben seiner früheren Zeitschrift Psychologie (heute Psychologie Magazine) auch die beiden Titel Opzij und Vrij Nederland erscheinen. Schoo blieb jedoch de Volkskrant als Kolumnist erhalten. Mit der Chefredakteurin von Vrij Nederland Xandra Schutte ging er eine Beziehung ein und bekam mit ihr einen Sohn. Nach einem Konflikt innerhalb der Redaktion von Vrij Nederland verließen sowohl Schoo als auch Schutte Weekbladpers.
2007 starb Schoo an den Komplikationen einer einige Tage zuvor durchgeführten Herzoperation. Noch im Krankenhaus hatte er Kolumnen für de Volkskrant geschrieben. Bereits 1997 hatte er einen Herzanfall erlitten, der ihm eine halbjährige Pause auferlegte. Im Anschluss daran konnte Schoo bei Elsevier nicht mehr an die Führungsqualitäten anknüpfen, die ihn zuvor ausgezeichnet hatten.

## Sonstiges
Schoo war der Bruder des früheren Ministers für Entwicklungszusammenarbeit Eegje Schoo.